# Little Nemo in Slumberland
 (mai 2018).
Pour les articles homonymes, voir Little Nemo (homonymie).
Little Nemo in Slumberland  (littéralement « Le petit Nemo au pays du sommeil ») est une bande dessinée créée par l'auteur américain Winsor McCay en 1905. Elle a été publiée chaque semaine d'octobre 1905 à juillet 1914 dans l'édition dominicale du quotidien New York Herald puis dans le New York American.
Little Nemo in Slumberland est aujourd'hui considéré comme une œuvre majeure dans le domaine de la bande dessinée, visionnaire dans son approche et admirable dans son dessin, faisant de Winsor McCay un précurseur de la bande dessinée moderne. Ainsi le magazine Lire situe cette bande dessinée à la 6e place dans son classement des 50 meilleures bandes dessinées du monde. Il s'agit également d'une oeuvre pionnière de la fantasy.
En 1911, McCay reprend les personnages de sa BD pour réaliser le film Little Nemo.

## Histoire et analyse

### Histoire
Little Nemo (personne en latin) est un petit garçon timide, sage et rêveur, ressemblant à tous les garçons de son âge (environ 6 ans). Une nuit, Morphée, roi du monde onirique appelé Slumberland, l'invite officiellement dans son royaume par l'intermédiaire d'un serviteur dans le but de le présenter à sa fille, la princesse.
Chaque nuit lorsque Little Nemo s'endormira il entrera dans le monde fantastique des rêves. On suit alors les aventures mouvementées du jeune dormeur dans un monde aux décors insolites avec pour but de réussir à entrer dans Slumberland pour y rencontrer la princesse. Mais Nemo rencontre bien des difficultés. Sur son chemin, il rencontre notamment Flip, d'abord un ennemi qui veut le réveiller, mais qui finit par se ranger de son côté.
Au début de 1906, Little Nemo arriva enfin devant les portes de Slumberland, mais il lui fallut surmonter quatre mois d'embûches pour rencontrer la princesse. Ils commenceront alors à visiter Slumberland, la planète Mars, la Lune, le pôle Nord, voyageront dans un dirigeable, sur le dos des oiseaux, des chevaux de mer ou encore dans un lit vivant, rencontreront des sirènes, des dinosaures et mille autres choses étonnantes.
Slumberland (« le pays du sommeil » en anglais) est habité d'étranges créatures, d'humains et d'animaux vivant dans des décors oniriques à l'architecture Art nouveau. Le peuple de Slumberland passe son temps à faire la fête, à rendre hommage à son vénérable roi Morphée, ou encore à se plaindre du facétieux Flip.
La taille de Slumberland semble extensible au gré des aventures qui pourraient être interminables à ceci près que chaque matin Nemo devra revenir à la dure réalité…

## Personnages principaux

### Analyse

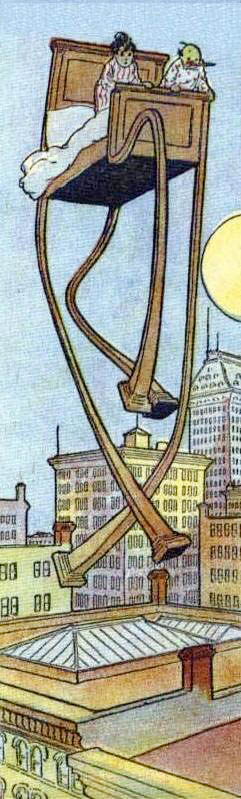
The Walking Bed, publié le 26 juillet 1908.

Bien que se présentant comme une bande dessinée enfantine (rappelant Les Aventures d'Alice au pays des merveilles de Lewis Carroll), Little Nemo in Slumberland est loin d'être un simple conte pour enfants et aborde des sujets sombres, irréels et parfois violents, fortement influencés par la psychanalyse[réf. souhaitée] et l'étude des rêves.
Toutes les planches se terminent par une case montrant Little Nemo se réveillant dans son lit (ou plus souvent sur le sol après être tombé de son lit à la suite d'une nuit agitée), se faisant parfois gronder par un de ses parents pour avoir crié dans son sommeil. Dans les premières histoires, la majorité des rêves de Little Nemo se terminent mal, par une mort ou un accident. Certaines se terminent par une chute (d'un pont ou d'un dirigeable), d'autres par l'écrasement de Little Nemo par un champignon géant, par sa transformation en singe ou en vieillard. Sur une planche publiée le jour de Thanksgiving, McCay ira même jusqu'à faire manger la maison de Little Nemo par une dinde géante.
Parmi les personnages secondaires, le plus intéressant est probablement Flip. C'est alternativement un ami ou un ennemi de Little Nemo et il lui joue des tours. Cynique et manipulateur, ce personnage n'est autre que le double de Little Nemo, sa mauvaise conscience.
De manière plus globale, toutes les aventures qui arrivent au personnage principal, se déroulant intégralement dans ses rêves, peuvent être vues comme une ouverture sur son subconscient, chaque évènement ayant une signification.
McCay tenait à reproduire au plus près possible l'impression d'être dans un rêve ; ainsi un des principes de sa bande dessinée est l'évolution, la métamorphose, la transformation constante du décor et des objets à la manière d'un rêve. Les escaliers peuvent devenir des serpents puis des spirales, ce qu'on croyait être des montagnes se révèlent être des créatures étranges. Des objets du quotidien deviennent géants, certains détails apparaissent d'un seul coup d'une case à une autre.
L'objet le plus significatif est bien sûr le lit de Nemo. Dans ses rêves celui-ci se transforme au gré des aventures en vaisseau, en bateau, en une monture vivante aux jambes interminables, enjambant les immeubles comme dans The Walking Bed.
Beaucoup d'auteurs de bande dessinée admirent la fertilité de l'imagination de McCay. Certains épisodes sont particulièrement marquants, comme The Walking Bed ou encore l'histoire dans laquelle Nemo et une petite fille sont poursuivis par des maisons animées. Certains disent[Qui ?] que l'auteur fut peut-être sous l'emprise de psychotropes.

## La bande dessinée

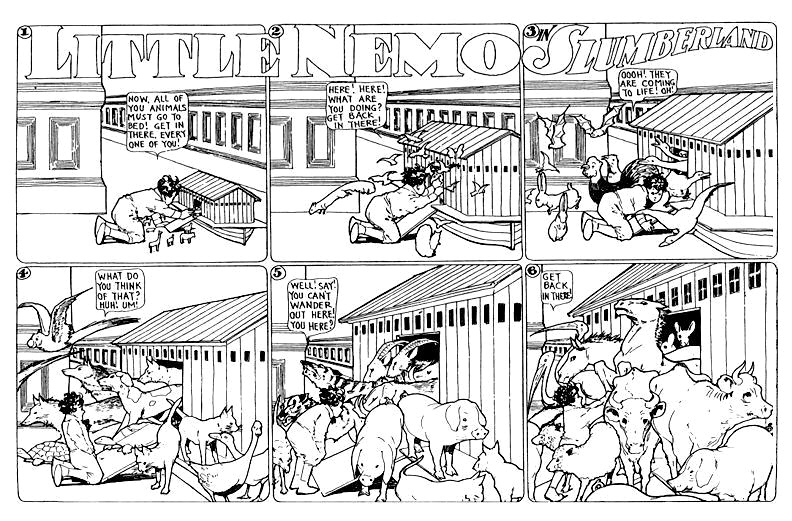

La bande dessinée est publiée à partir du 15 octobre 1905 dans le quotidien New York Herald sous le nom de Little Nemo in Slumberland. Le 23 avril 1911, McCay quitte le journal mais Little Nemo est publié jusqu'au 23 juillet. La série reprend le 3 septembre 1911 dans le journal concurrent le New York American (propriété de William Randolph Hearst) après avoir été rebaptisée In the Land of Wonderful Dreams. Elle continue jusqu'en 1914. L'ensemble du travail réalisé durant ces deux périodes représente 421 planches. La bande dessinée fait une réapparition de 1924 à 1926 dans l'ancien New York Herald devenu le New York Herald Tribune, et une autre éphémère en 1935 sous le crayon de Winsor McCay Jr, fils du créateur.
Little Nemo eut au départ un succès mitigé[réf. souhaitée], les lecteurs n'accrochant pas au genre fantastique et aux thèmes psychanalytiques[réf. souhaitée] sous-jacents. Le public préférait alors les bandes dessinées à gags telles que Pim Pam Poum, Buster Brown ou encore Krazy Kat.
Ce n'est que dans le dernier quart du XXe siècle que l'œuvre de Winsor McCay fut redécouverte et encensée. On reconnut alors les qualités notables de Little Nemo.
Tout d'abord il faut saluer la précision et le niveau de détails du dessin. Le talent de McCay dans l'art de la perspective et sa rigueur dans les lignes et les détails rendent ce comics graphiquement convaincant malgré le thème fantastique. Ce talent pour insuffler de la profondeur au dessin lui servira aussi plus tard dans la réalisation de ses films d'animation.
D'autre part, les planches de Nemo dans le New York Herald prennent une pleine page ; McCay joua donc beaucoup sur le format, multipliant les cases, mettant en valeur telle ou telle action, donnant des effets de profondeur, spectaculaires ou surprenants et profitant de l'onirisme de ces histoires pour sortir des cases de bandes dessinées.
Les décors à chaque fois étonnants lui sont inspirés par l'Art nouveau dont il est fervent adepte ainsi que par ses propres voyages et visites (comme l'Exposition universelle de Chicago de 1893). Little Nemo fut aussi un des premiers comics à utiliser le potentiel énorme offert par les pages du dimanche (sunday strips) à savoir l'impression en couleur à l'aide du procédé Ben-Day. Les couleurs sont souvent vives et parfois, lorsque l'histoire le demande, plus nuancées et pastel. La mise en couleurs est l'œuvre d'un ouvrier spécialisé, à qui Winsor McCay confie des instructions écrites. Pour toute la première période de Little Nemo, dans le New York Herald, le coloriste est Alfred Benjamin Hunt.
La rapidité de déroulement de l'action, les dialogues et bien sûr les scénarios ne sont pas en reste. Les dialogues sont souvent pimentés et humoristiques (surtout les répliques de Flip) et les scénarios montrent à maintes reprises une imagination sans limites.

## Publication en albums
Il existe trois principales publications en albums de Little Nemo in Slumberland, traduites en français.
L'édition Pierre Horay date de 1969 et est la traduction de l'édition américaine Nostalgia Press. Elle comporte 242 des 272 planches couvrant la période 1905-1910. Un tiers des planches environ est recolorié d'après les publications originales, et les deux tiers restants sont reproduits en noir et blanc. 30 planches sont manquantes sur le total. Un second volume, paru en 1981, complète le premier avec les planches de 1912 à 1926.
Une seconde édition, intitulée « intégrale », traduite de l'édition américaine Fantagraphics, commence à paraître en volumes en 1989 chez Milan, puis Zenda, mais elle s'interrompt au volume 5 (1911-1912) tandis qu'un tome 6 existe aux États-Unis (1913-1915). De format plus petit que la Pierre Horay, elle reprend toutes les planches dans l'ordre chronologique et en couleurs. La qualité est parfois limitée par l'état de conservation des publications originales qui ont pu être retrouvées. Un volume intitulé Little Nemo 1905-1914, publié par Evergreen en 2000, reprend les 420 planches rassemblées pour cette édition, comblant ainsi le vide laissé par le tome 6 non traduit. Seule une planche alternative pour les journaux français n'y figure pas.
Une troisième édition paraît chez Delcourt en 2006 en très grand format, correspondant à l'édition américaine Sunday Press. Elle comporte une sélection de 110 planches de la période 1905-1910, restaurées minutieusement par Peter Maresca. La qualité graphique est très supérieure aux éditions précédentes. Un second volume y ajoute 116 autres planches et étend la période de sélection jusqu'à 1926.
Une édition véritablement intégrale regroupant les 548 planches de 1905 à 1926 en deux volumes existe aux États-Unis chez Checker.
Une seconde édition intégrale, en un seul volume (coffret), a été réalisée par Alexander Braun et publiée par Taschen en 2014. Bien qu'elle ait été publiée en France, seule la biographie de McCay qui l'accompagne a été traduite et toutes les planches de Little Nemo y sont en anglais.
Toujours en anglais, la Bibliothèque nationale de France a numérisé sa collection de New York Herald, et regroupé les planches de Little Nemo in Slumberland de 1905 à 1911 sur son site de consultation en ligne Gallica.
Publication de l’intégrale dans une nouvelle traduction et dans une version entièrement restaurée des 332 planches en trois tomes (2021-2022) puis une anthologie de 112 planches en 2023 par Conspiration éditions

## Adaptations et produits dérivés

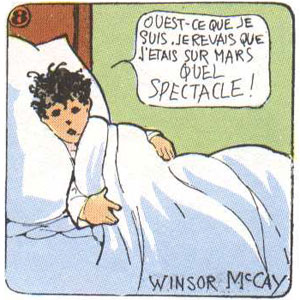
Une vignette de Little Nemo en version française

Little Nemo n'a pas inventé le thème de l'aventure onirique et on trouve les sources des premiers épisodes de la série dans l'imagerie populaire de la maison Quantin,. Cependant, très vite Little Nemo devient le modèle à imiter avec, entre autres, The Naps of Polly Sleepyhead de Peter Newell, Bobby Make-Believe de Frank King, Nibsy the Newsboy in Funny Fairyland de George McManus ou Ninette Patapon,
Le personnage de Nemo est dès 1906 décliné en toute une série de produits dérivés allant des cartes postales aux vêtements pour enfants en passant par des jeux de société. En 1908 il est adapté en comédie musicale à Broadway.
En 1911, McCay décide d'adapter son personnage sur un nouveau média, le film d'animation. Précurseur dans le domaine, il dessine tout seul chaque image du court-métrage de 12 minutes. En 2009, ce film de 1911 est rentré dans le National Film Registry pour conservation à la Bibliothèque du Congrès aux États-Unis.
Nemo et certains de ses avatars continuent sporadiquement jusque dans les années 1940 avant de sortir de l'oubli dans les années 1970.
Guido Crepax organise la rencontre de son héroïne Valentina avec Little Nemo dans Valentina nel metro, en 1975.
Vittorio Giardino réalise une parodie érotique, Little Ego (1983-1989).
En 1984 Yoshifumi Kondo sort un autre court métrage sur Nemo (5 minutes).
La seule adaptation en film d'animation de longue durée a été réalisée par Masami Hata et William Hurtz en 1989 : Little Nemo: Adventures in Slumberland, sur un scénario de Chris Columbus. L'histoire est quasiment la même que celle sur papier. Little Nemo doit lutter contre son propre côté sombre matérialisé par le personnage de Flip et doit sauver Slumberland qu'il a lui-même mis en danger.
En septembre 1990, Capcom sort une adaptation en jeu vidéo sur la console NES sous l'appellation Little Nemo: The Dream Master. En novembre 1990, Capcom édite sur support arcade CP System, un nouveau jeu de plates-formes intitulé Nemo. Ces deux jeux sont sans rapport.
De 1994 à 2002, l'auteur de bandes dessinées Moebius et le dessinateur Bruno Marchand proposent une nouvelle adaptation en bande dessinée de Little Nemo en quatre tomes. Cette série d'albums reprend l'histoire principale de l'œuvre originale mais diffère totalement autant dans le dessin que dans le rythme ; alors que les planches de McCay constituent chacune une mini-histoire, il s'agit ici d'une histoire par album. D'autres auteurs se sont aussi inspirés de Little Nemo soit pour des adaptations soit pour des parodies tel l'auteur espagnol Miguel Ángel Gallardo avec Los Sueños del Niñato.
En 2021 débute le tournage du film La Petite Nemo et le Monde des rêves (Slumberland), réalisé par Francis Lawrence. Il sort en 2022 sur Netflix. Le personnage principal devient une petite fille mais se prénomme toujours Nemo.

## Postérité et hommages
En 1978, le groupe rock Genesis enregistre la chanson Scenes From a Night's Dream inspirée par la bande dessinée. C'est la première chanson du groupe écrite par Phil Collins, sur l'album … And Then There Were Three….
En 1995, Nemo est l'une des vingt bandes dessinées choisies par les États-Unis pour illustrer des timbres.
Pour les 100 ans de Nemo, Les Impressions nouvelles, une société d'édition, demande à plusieurs dessinateurs reconnus de donner leur version du personnage parmi lesquels Art Spiegelman et Moebius, le tout rassemblé dans le livre Little Nemo, 1905-2005 Un siècle de rêves.
En 2006 Steve Moore et Eric Shanower rendent hommage à la série avec Little Margie in Misty Magic Land dans Tomorrow Stories Special no 2.
En 2011, la Compagnie Pupella - Noguès  créé une adaptation pour le théâtre de marionnettes et projections vidéo, présentée au Festival Mondial des Théâtres de Marionnettes de Charleville-Mézières et au festival les Giboulées de Strasbourg.
En 2012, pour le 107e anniversaire de la bande dessinée Little Nemo in Slumberland, le moteur de recherche Google rend hommage à Winsor McCay sur sa page d'accueil avec une animation, permettant à ses internautes de découvrir une nouvelle aventure nocturne du personnage.
En 2014, centième anniversaire de son arrêt, la série est à l'honneur : Eric Shanower, Gabriel Rodriguez et Nelson Daniel réalisent la mini-série Little Nemo: Return in Slumberland chez IDW ; les éditions Toth sortent Little Nemo: Wake up! de Frank Pé ; Locust Moon Presse publie Little Nemo: Dream Another Dream, Taschen sort l'intégrale.

## Distinction
L'album a été classé en 2012 à la 6e place du classement des 50 BD essentielles établi par le magazine Lire.

## Collections
- Little Nemo 1905-1906 Nostalgia Press
- Little Nemo in the Palace of Ice and Further Adventures Dover,  (ISBN 0-486-23234-4)
- Little Nemo In Slumberland, 1905-07 Fantagraphics  (ISBN 0-930193-63-6)
- Little Nemo In Slumberland, 1907-08 Fantagraphics  (ISBN 0-930193-64-4)
- Little Nemo In Slumberland, 1908-10 Fantagraphics
- Little Nemo In Slumberland, 1910-11 Fantagraphics
- Little Nemo In Land of Wonderful Dream, Part 1, 1911-12 Fantagraphics
- Little Nemo In Land of Wonderful Dream, Part 1, 1913-14 Fantagraphics  (ISBN 1-56097-130-4)
- Little Nemo, 1924-25 Fantagraphics
- Little Nemo, 1926-27 Fantagraphics
- Little Nemo, 1905-14 Taschen,  (ISBN 3-8228-6300-9)
- Little Nemo in Slumberland: So Many Splendid Sundays Sunday Press Books  (ISBN 0-9768885-0-5)
- Best of Little Nemo in Slumberland Stewart, Tabori, & Chang,  (ISBN 1-55670-647-2)
- Les aventures complètes de Little Nemo, avec une étude de Alexander Braun, Taschen, 2014
- Les aventures aériennes de Little Nemo, préface de Alexander Braun, traduction de Thomas de Kayser, Taschen, 2017

## Galerie

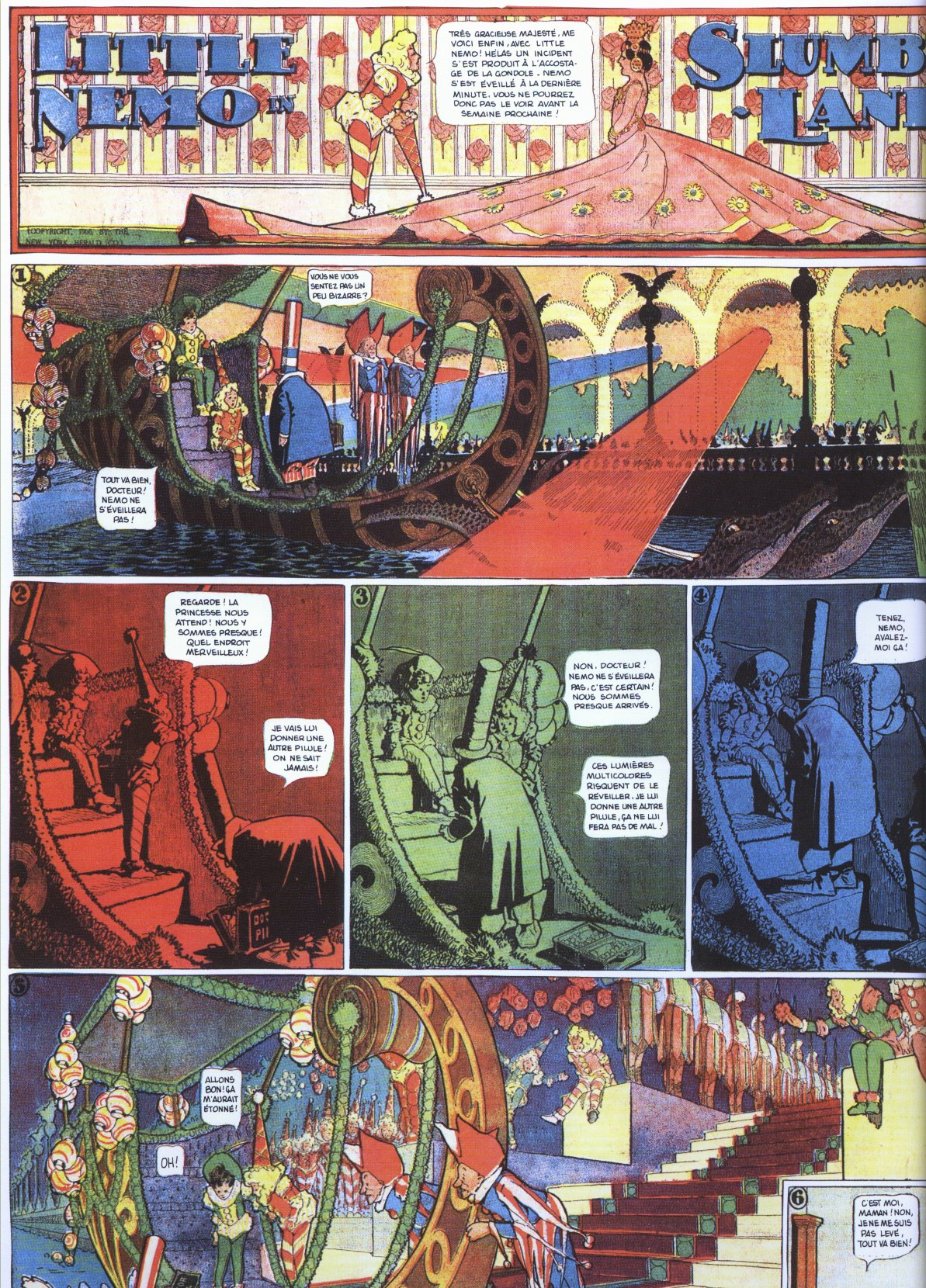
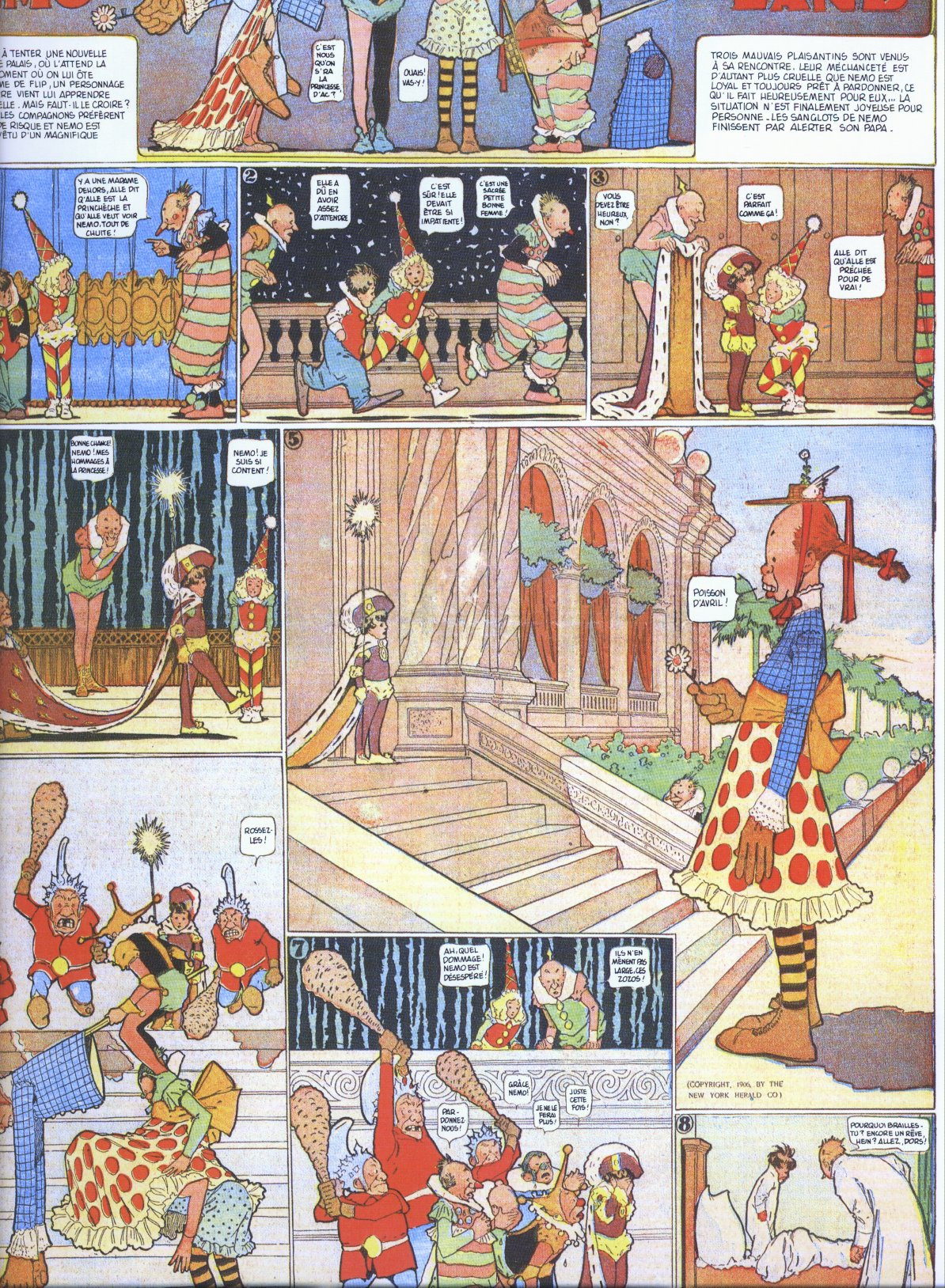
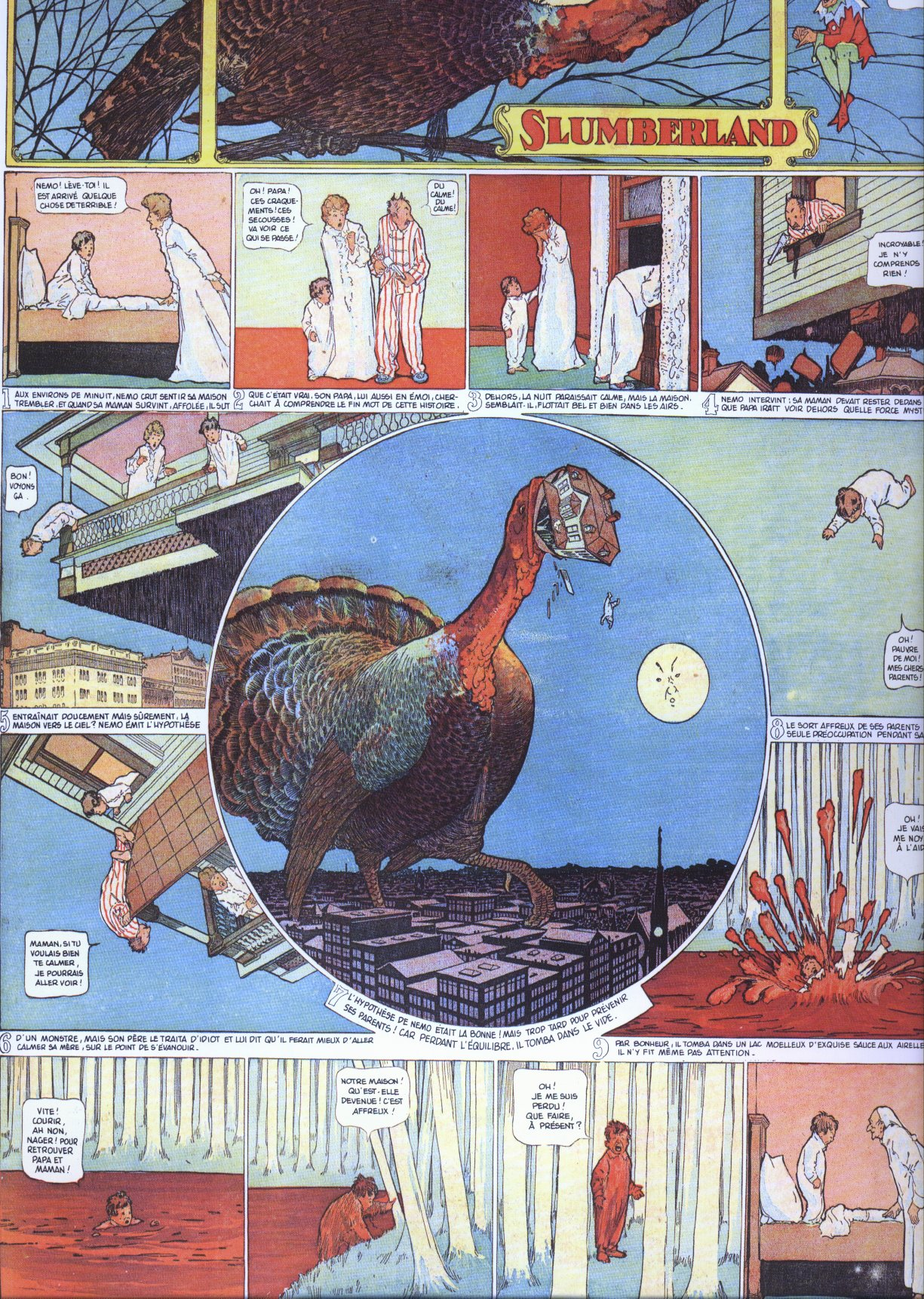
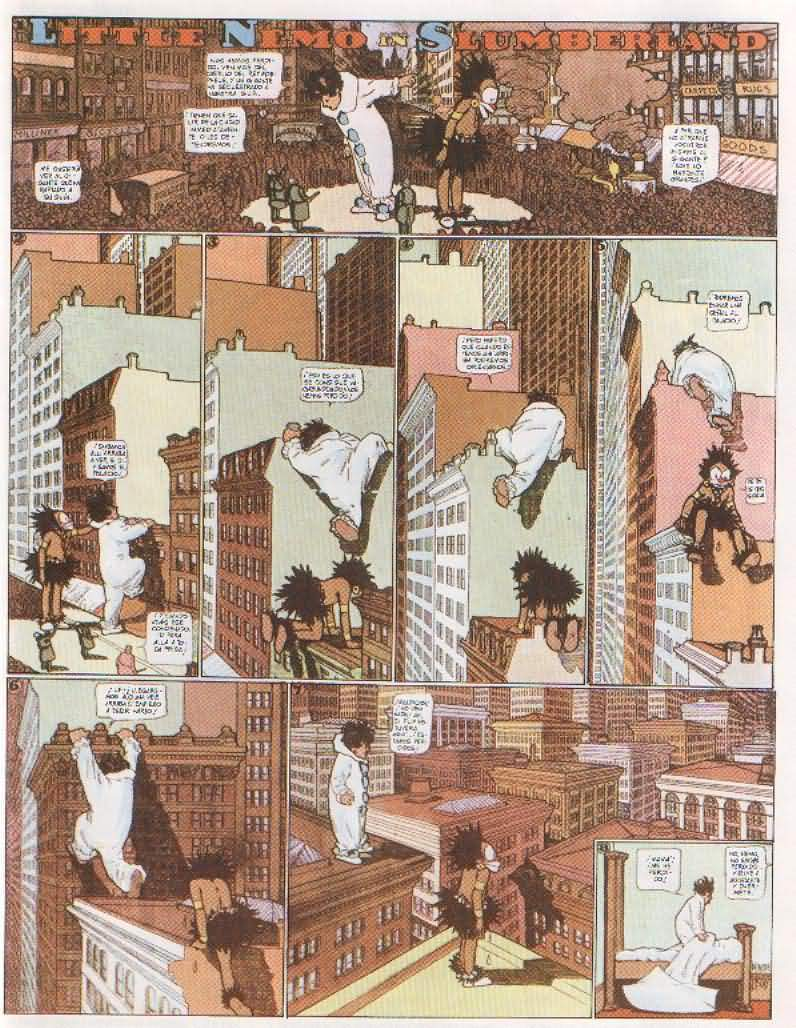
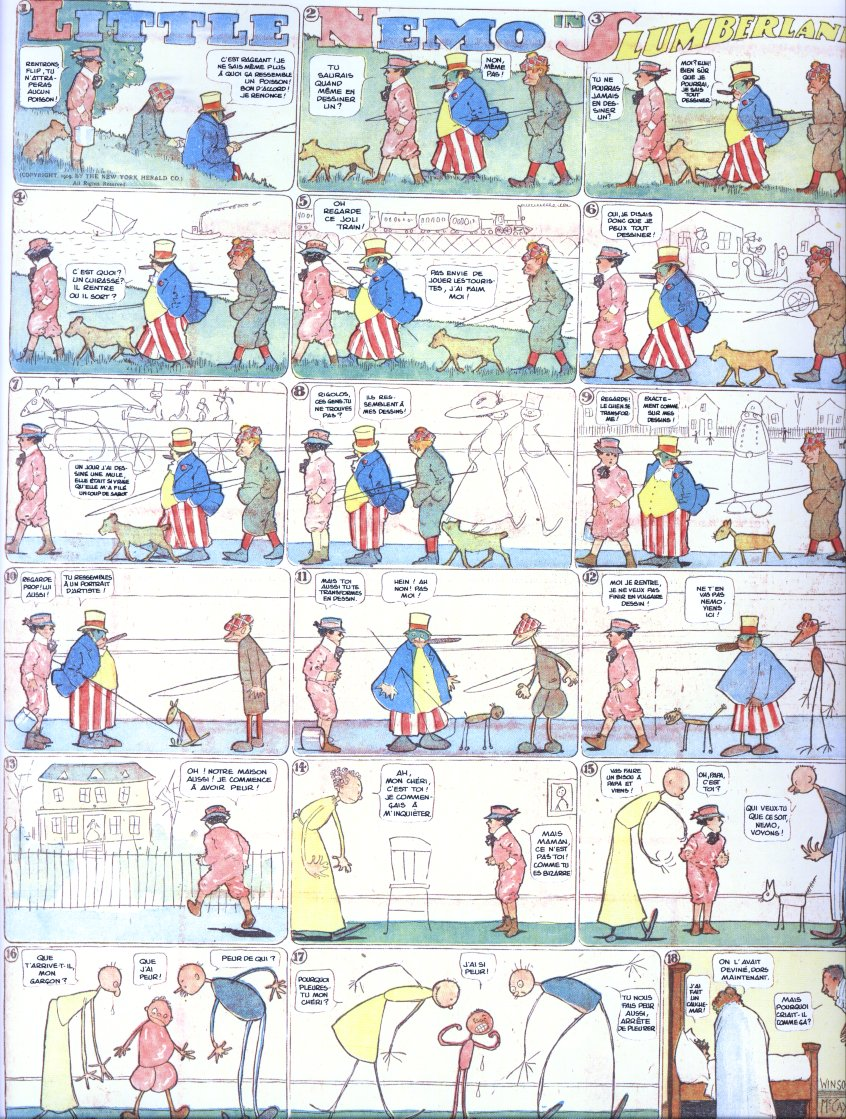
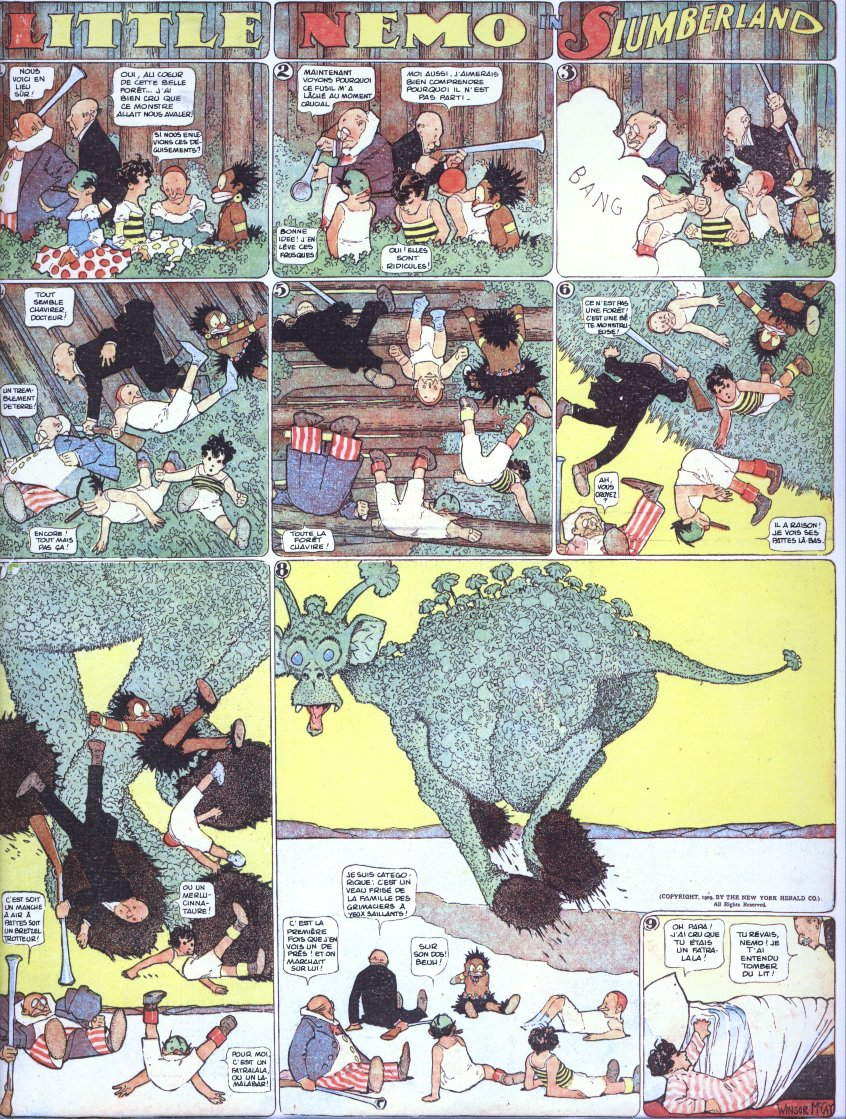
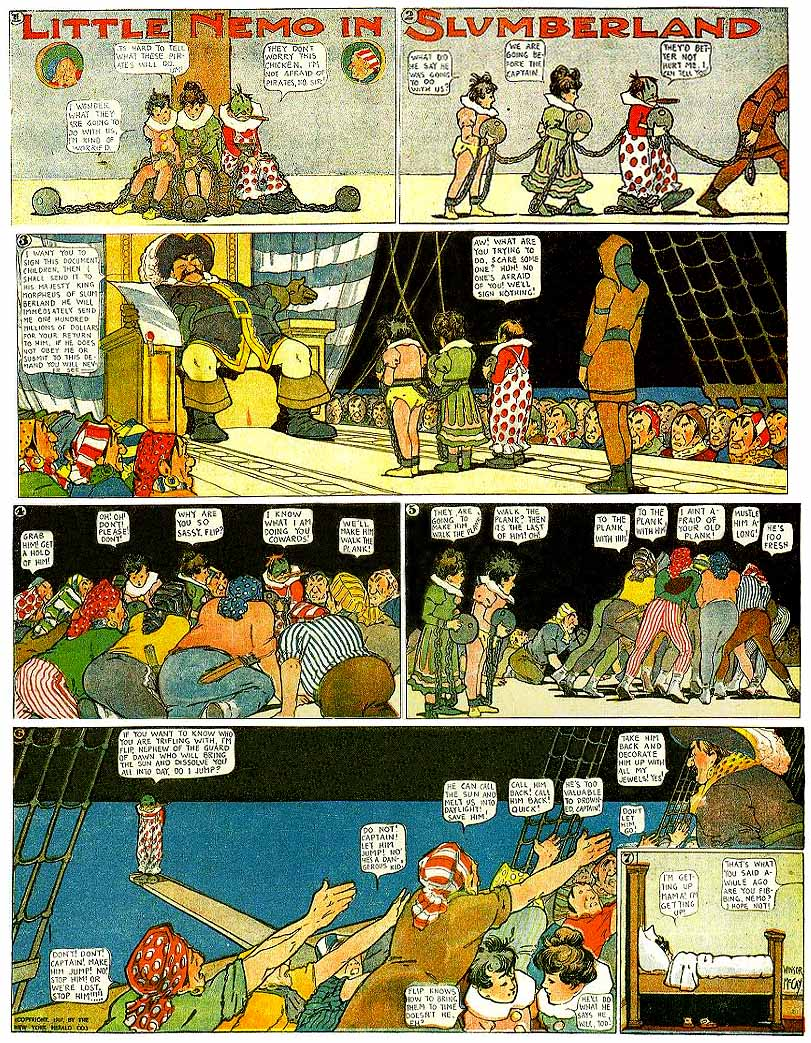
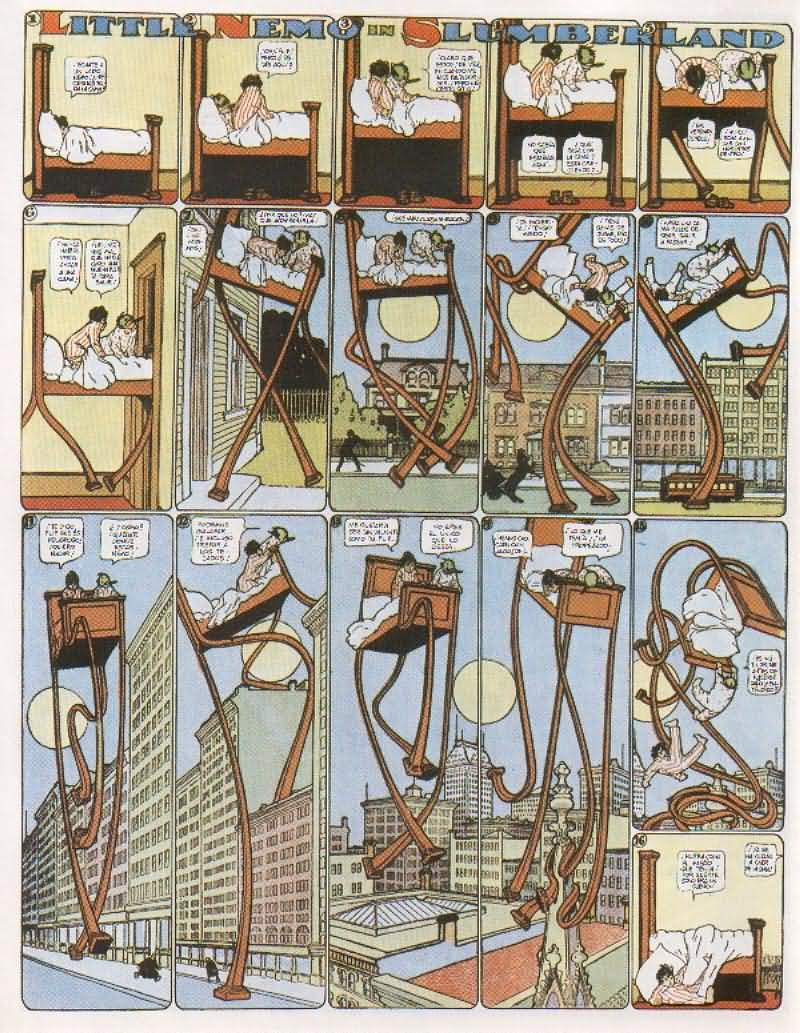